# Клавс, Александр
Александр Клавс (нем. Alexander Klaws, род. 3 сентября 1983, Ален, Северный Рейн-Вестфалия) — немецкий певец. Победитель 1-го сезона немецкого телешоу талантов «Германия ищёт суперзвезду» (2003).

## Биография
Родился в Алене (Северный Рейн-Вестфалия) 3 сентября 1983 года. Вырос в Зенденхорсте (недалеко от Мюнстера).
С детства мечтал стать певцом.
В Мюнстере в школе пел в биг-бэнде.
Впервые появился на телевидении в 10 лет в шоу Mini Playback Show на RTL, в котором дети в образе различных музыкальных исполнителей исполняли под фонограмму их известные хиты.
В 2002—2003 годах принял участие в самом 1-м сезоне телешоу талантов «Германия ищёт суперзвезду» (немецкой версии «Американского идола») и победил, выиграв контракт с Sony BMG. На тот момент Александру было 19 лет.
Первый сингл Клавса, озаглавленный «Take Me Tonight», дебютировал сразу на 1-м место немецкого национального чарта. Первый альбом тоже достиг 1-го места.
В следующем, 2004 году у Клавса вышел второй альбом, который тоже дебютировал в Германии на 1-м месте.
Третий альбом, на этот раз на немецком языке, встретил меньший успех — по выходе в марте 2006 года он оказался на 20-м месте и выше в чарте уже не поднялся, в сумме проведя в нём всего три недели.
С 2006 года Клавс в основном посвятил себя карьере артиста мюзиклов, но при этом продолжает периодически записывать новые альбомы, выпустив к настоящему времени ещё три.
Среди его заметных работ как актёра мюзиклов числятся постановки «Бала вампиров» в Берлине и «Тарзана» в Гамбурге. Кроме того, в 2008 году он появился в теленовелле «Анна и любовь» и в последующие два года снялся в 426 эпизодах сериала.
В 2022 году Клавс был назначен одним из членов жюри в танцевальном телешоу «Танцор в маске» на телеканале ProSieben совместо с актёром Стивеном Гатьеном.